# 文家坡乡
文家坡乡是中国陕西省宝鸡市千阳县下辖的一个乡。

## 行政区划
文家坡乡下辖以下行政区：
新文村、北坡村、七一村、景家寨村、宝丰村、红升村、曹家塬村